# 美少女図鑑 (フリーペーパー)
『美少女図鑑』（びしょうじょずかん）は、2002年（平成14年）より株式会社テクスファーム（新潟市）、および株式会社テクスファームファウンデーション（東京都港区→渋谷区）と契約した会社・団体が、各々の所在都市を中心に発行しているフリーペーパー。『○○美少女図鑑』と前側に地域名が入る。2020年（令和2年）6月より後者は株式会社美少女図鑑に社名変更。

## 概要
世界金融危機が深刻化した2008年（平成20年）9月15日のリーマン・ショック以降特に、企業の広告費削減が進んだが、素人モデルを起用してモデル料を圧縮し、さらに発刊頻度および部数を少なくして安価な発刊費用を実現していた美少女図鑑は、逆に希少価値から高い注目度を生み、費用対効果のあるビジネスモデルと見なされて、急速に日本全国に広まった。
ロゴタイプなど全国共通のフォーマットはあるが、ページ数や内容については各地域版毎に異なり、ファッション雑誌に近いものからタウン情報誌と内容的に似ているものまである。
上述のような希少性に加え、アイドル写真集を好むような男性読者層（MT-M1）からの注目、さらに2006年に「沖縄美少女図鑑 vol.4」に登場した二階堂ふみが全国でも活躍したことがロールモデルとなり、地方から中央にステップアップを願う地方在住の女性や各界からの注目も集めた。
2008年（平成20年）頃は、マスメディアが「美人すぎる○○」「可愛すぎる○○」といった表現を使用し始めた時期であり（大向美咲参照）、ローカルアイドル（ご当地アイドル）も発達し始めた時期である。2007年（平成19年）10月11日より2009年（平成21年）1月22日まで、大阪資本のテレビ局が制作する『秘密のケンミンSHOW』のコーナー「連続テレビドラマ 県の中心で愛を叫ぶ」において、地方在住の女性と東京出身の主人公男性との恋愛ドラマが放送され、2009年より東京資本が、地方を含む素人女子を多数出演させる「美人時計（bijin-tokei）」がビジネス化され、2010年（平成22年）より「方言彼女。」が放送開始される等、地方在住の美少女、美女が注目された背景がある。
被写体となる女性は、各出版当事者の知り合いの紹介もあるが、ストリートスナップのような偶然性に依存するものだったり、コンテスト形式だったりと、スカウティングは多様である。コンテスト形式としては、三重美少女図鑑主催『三重シンデレラコンテスト』や、岡山美少女図鑑主催『美少女・美人コンテスト』など、比較的大きくイベント・タイアップで行った例もある。
創刊当初は、紙媒体を使用したフリーペーパーが主体であったが、コロナ禍の影響もあり、冊子の刊行を休止する地域も増えている。現在は、WebやSNSに活動の場を移しつつある。特に目立つのは、所属モデルたちによる「ライブ配信」と、企業や商業施設の「キャンペーンガール」や「タイアップ企画」。なお、ライブ配信のプラットホームは、ミクチャにしている地域が多い。

## 沿革

### 背景
バブル崩壊後のファッション雑誌では、プロのファッションモデルへの注目の他、アマチュアである読者モデルやストリートスナップが注目される傾向があった。また、大都市ではリアル・クローズを対象とした興行的ファッションショーが開催されるようになった（参照）。
地方では、以前から若者向けのタウン情報誌においてストリートスナップが掲載されるコーナーがあったが、『no!熊本』（1996年（平成8年）創刊）および『no!福岡』（2000年（平成12年）創刊）における「美少女写真館」、ローカルアイドル発祥の地である徳島県の『あわわ』の「HIME」、大分県の中高生向け情報誌『CHIME』（2007年（平成19年）創刊）の「CHIMO」など、地元ではそのコーナーに掲載されることがステータスと言われるようになった。
一方、2000年（平成12年）頃から『SpyGirl』（東海・関西・九州）等や『COLOR』（仙台）が地域限定のファッション誌として成立し、各々『ボニータ!ボニータ!! 〜名古屋ガールズコレクション〜』（テレビ愛知）、『COLOR TV』（ミヤギテレビ）というテレビ番組をローカル局で放送するまでになった。また、当初は関西限定だった子供服ファッション誌の『月刊マリア』が全国展開する例も見られた。他方、紙質を上げ、芸術的な写真を掲載する高級誌のような月刊・季刊のタウン情報誌が、日本各地で続々出版されるようになってきていた。

### 美少女図鑑の創刊
そのような中、2002年（平成14年）11月に新潟市にある広告企画会社の株式会社テクスファーム（以降、テクスファーム）が『新潟美少女図鑑』を創刊した。同誌は、地元の服飾店や美容室などを広告主とし、地元の読者モデルやカメラマン・美容師などのスタッフを用いるところは先行する地域限定ファッション誌と同様だが、フリーペーパーで発行したことと、リアル・クローズを着用しながらもモードの写真集のような紙面構成としたことが特色であった。また、新潟県のみを対象とするフリーペーパーとしては発行部数が少なく、かつ、年数回の発行であったため、市中に出回る期間が短いことが逆に「幻のフリーペーパー」とのキャッチコピーを与えた。
2004年（平成16年）12月には、テクスファームが沖縄県那覇市に沖縄テクスファームを設立し、2005年（平成17年）8月に『沖縄美少女図鑑』を創刊、初めて新潟県外で美少女図鑑が発刊された。2006年（平成18年）10月13日には「美少女図鑑」を商標出願し、2007年（平成19年）5月25日登録。同5月、沖縄美少女図鑑にモデルとして出ていた二階堂ふみがソニー・ミュージックアーティスツと契約し、『ニコラ』専属モデルとなって中央の媒体に出るようになったため、美少女図鑑の認知度が上がる契機となった。

### ライセンス契約による全国展開
2007年（平成19年）に株式会社テクスファームファウンデーション（以降、TFF）を設立。2008年（平成20年）4月には株式会社ツアーバンクシステムが『大阪美少女図鑑』を創刊。これは、テクスファームのグループ会社ではない会社が発行する初めての美少女図鑑となった。同年9月からはTFFが各地域で『美少女図鑑』を発行するライセンス契約企業の募集を始め、日本各地で『美少女図鑑』が発行されるようになった。TFFは2010年（平成22年）に美少女図鑑の商標登録をテクスファームから譲受ける。
2019年（令和元年）から『美少女図鑑』主催の全国オーディション『美少女図鑑 AWARD』を開催。
2020年（令和2年）3月に、ミクチャを運営している株式会社DONUTSと資本業務提携を実施。
2020年（令和2年）6月、TFFは株式会社美少女図鑑に社名変更、経営陣、ブランドロゴを刷新。19道府県でライセンス企業との契約を行い、現時点でライセンス契約を交わしていない都道府県に対しても積極的な呼びかけを行い、全国で『美少女図鑑』を展開していく予定となっている。
2023年（令和5年）6月現在、36都道府県の美少女図鑑ホームページが存在する。以前は全都道府県のホームページが存在していたが、契約満了などによる運営会社撤退で封鎖されている箇所が発生している。

## メディアとのコラボレーション
新潟県では『新潟美少女図鑑』と連動した『美少女図鑑TV』というミニ番組が、フジテレビ系列の新潟総合テレビで2009年（平成21年）4月10日から第2・4金曜の深夜に放送された。また、同年6月6日公開の映画『ガマの油』に二階堂ふみが出演し、『名古屋美少女図鑑』のモデルが2010年（平成22年）に公開されたオムニバス映画『アウトサイダー052』、2011年（平成23年）には『岸部町奇談シリーズ』にも出演。
北海道ではテレビ・ラジオで展開。ラジオは『札幌美少女図鑑』と創刊とほぼ同時に開始され、同誌と連動したAIR-G'の同名ラジオ番組 が放送され（2010年6月）、その後HBCラジオで『札幌美少女図鑑R』を放送していた（〜2010年6月）。テレビはHBCテレビでミニ番組『札幌美少女図鑑.tv』を2009年（平成21年）10月23日から金曜日に放送していた。
また、『旭川美少女図鑑』主催の「旭川歌姫発掘プロジェクト」というボーカルオーディションを開催し浅井未歩がグランプリ受賞。2010年（平成22年）からFM NORTH WAVEにて水曜日に出演中。
沖縄県では『沖縄美少女図鑑』と連動して、沖縄テレビのローカル番組『ひーぷー☆ホップ』で、同誌に登場したモデルが様々な仕事の現場に訪問するコーナー「グッジョブ☆美少女」が隔週で行われていた。
2009年11月にはエイベックスのコンピレーション・アルバム「.LOVE more 〜J-POP Best Love Ballads」のテレビコマーシャル に各地（2009年（平成21年）11月12日時点では、札幌、横浜、新潟、名古屋、大阪、鹿児島。以降順次）のモデルが起用された。
宮城県では、オーディションなどで選ばれた10人で『仙台美少女図鑑・歌組』が結成され、全国の美少女図鑑の中で初めて2010年（平成22年）4月28日にインディーズ・デビューした。また、『別冊・東北美少女図鑑』が購入者特典として配布され、各道府県ごとに発刊されている美少女図鑑では初めての地方ブロック版が発刊された。
『佐賀美少女図鑑』は、創刊当初フジテレビ系列のサガテレビが発行していた。フジサンケイグループにはサンケイリビング新聞社の各種フリーペーパーやフジテレビの『めざましマガジン』などがある。また、『新潟美少女図鑑』は、2008年（平成20年）6月15日に『一攫千金!日本ルー列島』、12月23日に『とくダネ!』、2009年（平成21年）7月11日に『めざましどようび』など、全国放送ではフジテレビにおいて多く特集されている。
岐阜県では2010年（平成22年） 4月より岐阜エフエム放送にて『岐阜美少女図鑑+』と言う番組を始め、紙面で活躍しているモデルが週代わりで登場していた。現在は、チャンネルCCNにて『岐阜美少女図鑑+TV』が放送されている。
2010年8月21日には芸能プロダクションヴィジョンファクトリーとコラボレートしたオーディション『美少女MUSEUM 2010 ファイナルステージ』が開催。グランプリ受賞者は、1年間の美少女図鑑モデルとして活動の後にプロダクションバックアップによる芸能活動を開始。

## 一覧
- 都道府県コードの順で記載。
- 各地域版ともA5サイズのフルカラーである。
- 47都道府県で発行済み、または発行予定である。ただし発行部数は創刊時の部数であり、リニューアル後の部数は不明。
- 発行元の所在地が、対象道府県の都道府県庁所在地に無い場合は括弧書きで付記。
- 運営会社は、各都道府県1社に限定されているが北海道のみ2社体制となっている。
- 早稲田大学にキャンパス版美少女図鑑として早稲田美少女図鑑が発行されている。現在も活動しているかは不明。[33]
- リニューアルされている場合はリニューアル創刊月を記載。（ホームページの更新がないサイトがあり詳細が不明な箇所あり）
- 契約満了などにより9つの美少女図鑑の運営会社が決まっていない。（美少女図鑑本部が運営中）

※美少女図鑑本部（ライセンス提供）
株式会社美少女図鑑（東京都渋谷区）
代表取締役社長 中村孔亮
- 2024年1月現在

| 都道府県   | 誌名                                | 創刊月/リニューアル創刊月                                             | 発行頻度  | 発行部数 | 頁数   | 運営会社                                         |
| ---------- | ----------------------------------- | --------------------------------------------------------------------- | --------- | -------- | ------ | ------------------------------------------------ |
| 全国       | 美少女図鑑STREET                    | 2021年（令和3年）1月                                                  | 年1 - 2回 |          |        |                                                  |
| 北海道     | 札幌美少女図鑑                      | 2009年（平成21年）7月 2018年（平成30年）7月                           | 年1 - 2回 | 20,000部 | 64-80  | 株式会社グレアプロモーション                     |
| 北海道     | 旭川美少女図鑑                      | 2009年（平成21年）12月 2019年（令和元年）9月                          | 年1 - 2回 | 10,000部 | 64-80  | 有限会社カトーカメラ店                           |
| 青森県     | 青森美少女図鑑                      | 2009年（平成21年）10月 2020年（令和2年）12月                          | 年1回     | 15,000部 | 64-80  | MARKS（茨城県水戸市）                            |
| 岩手県     | 岩手美少女図鑑                      | 2009年（平成21年）12月 2020年（令和2年）12月                          | 年1回     | 10,000部 | 64     | 運営者募集中                                     |
| 宮城県     | 杜の都美少女図鑑                    | 2009年（平成21年）10月 2022年（令和4年）8月                           | 年1回     | 20,000部 | 64-80  | 合同会社モックエンターテインメント               |
| 秋田県     | 秋田美少女図鑑                      | 2009年（平成21年）11月 2022年（令和4年）7月                           |           |          |        | 運営者募集中                                     |
| 山形県     | 山形美少女図鑑                      | 2009年（平成21年）12月 2021年（令和3年）9月                           | 年1回     | 20,000部 | 64-80  | 株式会社F&T DIRECT（東京都練馬区）               |
| 福島県     | 福島美少女図鑑 （いわき美少女図鑑） | 2010年（平成22年）6月 2015年（平成27年）12月 （2021年（令和3年）7月） | 年2回     | 20,000部 | 70-80  | 株式会社リンクサプライ                           |
| 茨城県     | 茨城美少女図鑑                      | 2009年（平成21年）10月                                                | 年2回     | 10,000部 | 64-100 | MARKS                                            |
| 栃木県     | とちぎ美少女図鑑                    | 2009年（平成21年）11月                                                | 年2回     | 10,000部 | 40-64  | ディエヌクローズアップ合同会社                   |
| 群馬県     | 群馬美少女図鑑                      | 2009年（平成21年）2月 2021年（令和3年）10月                           | 年1回     | 20,000部 | 80-132 | HWI株式会社（東京都港区）                        |
| 埼玉県     | 埼玉美少女図鑑                      | 2010年（平成22年）2月 2021年（令和3年）9月                            | 年1回     | 20,000部 | 84     | ぴーす株式会社（東京都渋谷区）                   |
| 千葉県     | 千葉美少女図鑑                      | 2009年（平成21年）12月 2021年（令和3年）12月                          | 年1回     | 20,000部 | 64-80  | 運営者募集中                                     |
| 東京都     | 東京美少女図鑑                      | 2022年（令和4年）4月創刊？                                            | 年2回     |          |        | 株式会社Churros                                  |
| 神奈川県   | 横浜美少女図鑑                      | 2009年（平成21年）06月 2020年（令和2年）12月                          | 年2回     | 20,000部 | 64-80  | 株式会社アドサプライズ（東京都港区）             |
| 新潟県     | 新潟美少女図鑑                      | 2002年（平成14年）11月                                                | 年4-8回   | 20,000部 | 32-100 | 株式会社テクスファーム                           |
| 富山県     | 富山美少女図鑑                      | 2009年（平成21年）10月 2021年（令和3年）（再始動）                    | 年1回     | 10,000部 | 64-80  | 株式会社Churros（東京都渋谷区）                  |
| 石川県     | 石川美少女図鑑                      | 2008年（平成20年）10月 2022年（令和4年）創刊？                        |           |          |        | 株式会社CREATIVE ROOM（滋賀県大津市）            |
| 福井県     | 福井美少女図鑑                      | 2010年（平成22年）2月 2020年（令和2年）（再始動）                     | 年1回     | 10,000部 | 64     | マウスネット株式会社（岐阜県可児市）             |
| 山梨県     | 山梨美少女図鑑                      | 2009年（平成21年）12月 2022年（令和4年）発行予定                      | 年1回     | 10,000部 | 57-80  | 株式会社パステル観光                             |
| 長野県     | 長野美少女図鑑                      | 2009年（平成21年）12月 2021年（令和3年）12月                          | 年2回     | 20,000部 | 64-80  | メーク株式会社                                   |
| 岐阜県     | 岐阜美少女図鑑                      | 2009年（平成21年）6月                                                 | 年2-3回   | 10,000部 | 64-80  | 株式会社AIリクエスト                             |
| 静岡県     | 静岡美少女図鑑                      | 2009年（平成21年）9月 2021年（令和3年）5月                            | 年1回     | 10,000部 | 48-60  | HWI株式会社（東京都港区）                        |
| 愛知県     | 名古屋美少女図鑑                    | 2009年（平成21年）4月                                                 | 年2回     | 20,000部 | 52     | 運営者募集中                                     |
| 三重県     | 三重美少女図鑑                      | 2009年（平成21年）10月 2020年（令和2年）（再始動）                    | 年1回     | 20,000部 | 64-80  | 株式会社エヌイーオフィス                         |
| 滋賀県     | 滋賀美少女図鑑                      | 2009年（平成21年）10月 2021年（令和3年）6月                           | 年1回     | 20,000部 | 64-80  | 株式会社CREATIVE ROOM                            |
| 京都府     | 京都美少女図鑑                      | 2009年（平成21年）11月 2020年（令和2年）（再始動）                    | 年1回     | 10,000部 | 64     | 株式会社Themiss（東京都港区）                    |
| 大阪府     | 大阪美少女図鑑                      | 2008年（平成20年）4月 2020年（令和3年）12月                           | 年2回     | 20,000部 | 40-64  | 株式会社ライズアース                             |
| 兵庫県     | 神戸美少女図鑑                      | 2009年（平成21年）10月 2021年（令和3年）8月                           | 年2回     | 20,000部 | 64-80  | 株式会社910エンターテインメント（大阪府大阪市）  |
| 奈良県     | 奈良美少女図鑑                      | 2010年（平成22年）12月 2022年（令和4年）12月（再始動）                | 年1回     | 20,000部 | 64-80  | 株式会社ワン・エイト（大阪府大阪市）             |
| 和歌山県   | 和歌山美少女図鑑                    | 2009年（平成21年）9月 2021年（令和3年）5月                            | 年3回     | 10,000部 | 80     | 株式会社CHARLL'S                                 |
| 鳥取県     | 鳥取美少女図鑑                      | 2009年（平成21年）12月 （サイト内更新なし）                           |           | 12,000部 | 52-100 | 株式会社Peeba Creation                           |
| 島根県     | 島根美少女図鑑                      | 2009年（平成21年）12月 2020年（令和2年）（再始動）                    | 年1回     | 10,000部 | 64-80  | OUT CLOUD ENTERTAINMENT株式会社                  |
| 岡山県     | 岡山美少女図鑑                      | 2009年（平成21年）6月 （WEB掲載のみ）                                 | 年1回     | 10,000部 | 64-80  | 株式会社CPEATIVE ROOM（滋賀県大津市）            |
| 広島県     | 広島美少女図鑑                      | 2009年（平成21年）5月 2021年（令和3年）9月（特別号）                  | 年1回     | 10,000部 | 64-80  | OTAGROUP株式会社                                 |
| 山口県     | 山口美少女図鑑                      | 2009年（平成21年）12月 2020年（令和2年）（再始動）                    | 年1回     | 20,000部 | 64-80  | ファイブリッジミュージック合同会社               |
| 徳島県     | 徳島美少女図鑑                      | 2009年（平成21年）12月 2020年（令和2年）（再始動）                    | 年1回     | 10,000部 | 64-80  | 運営者募集中                                     |
| 香川県     | 香川美少女図鑑                      | 2009年（平成21年）7月 2020年（令和2年）（再始動）                     | 年1回     | 20,000部 | 64-80  | HUGPRO entertainment合同会社（岡山県岡山市）     |
| 愛媛県     | 愛媛美少女図鑑                      | 2009年（平成21年）6月 2021年（令和3年）12月                           | 年1回     | 10,000部 | 64-80  | 株式会社マッド・マガジンレコード                 |
| 高知県     | 高知美少女図鑑                      | 2009年（平成21年）10月 2020年（令和2年）（再始動）                    | 年1回     | 10,000部 | 64-80  | 株式会社DONUTS                                   |
| 福岡県     | 福岡美少女図鑑                      | 2009年（平成21年）8月 2022年（令和4年）発行予定                       | 年1回     | 20,000部 |        | ACALINO production                               |
| 佐賀県     | 佐賀美少女図鑑                      | 2009年（平成21年）12月 2021年（令和3年）（再始動）                    | 年1回     | 10,000部 | 64-80  | 株式会社ハイブリッドファクトリー（東京都渋谷区） |
| 長崎県     | 長崎美少女図鑑                      | 2009年（平成21年）5月 2020年（令和2年）（再始動）                     | 年1回     | 10,000部 | 52-80  | 運営者募集中                                     |
| 熊本県     | 熊本美少女図鑑                      | 2009年（平成21年）10月 2018年（平成30年）8月                          | 年2回     | 20,000部 | 64-80  | 運営者募集中                                     |
| 大分県     | 大分美少女図鑑                      | 2009年（平成21年）9月 2020年（令和2年）（再始動）                     | 年1回     | 20,000部 | 64-80  | 株式会社ホーカス・ポーカス                       |
| 宮崎県     | 宮崎美少女図鑑                      | 2008年（平成20年）12月 2020年（令和2年）（再始動）                    | 年1回     | 10,000部 | 64-80  | 運営者募集中                                     |
| 鹿児島県   | 鹿児島美少女図鑑                    | 2009年（平成21年）6月 2020年（令和2年）（再始動）                     | 年1回     | 20,000部 | 64-80  | 運営者募集中                                     |
| 沖縄県     | 沖縄美少女図鑑                      | 2005年（平成17年）8月 2022年（令和4年）1月                            | 年1回     | 3,000部  | 64-80  | 株式会社Color's                                  |
| 早稲田大学 | 早稲田美少女図鑑                    | 2009年（平成21年）？                                                  | 年1回     | 10,000部 | 64-80  | 早稲田大学キャンパス版美少女図鑑運営委員会       |

### 過去の美少女図鑑（休刊）
| 都道府県     | 誌名                                        | 創刊月/休刊月                                 | 発行頻度  | 発行部数      | 頁数  | 運営会社               |
| ------------ | ------------------------------------------- | --------------------------------------------- | --------- | ------------- | ----- | ---------------------- |
| 北海道       | 函館美少女図鑑                              | 2009年（平成21年）11月 不明                   | 年3 - 4回 | 7,000部       | 64    | 不明                   |
| 北海道       | 帯広美少女図鑑                              | 2010年（平成22年）3月 不明                    | 年3 - 4回 | 5,000-7,000部 | 36-52 | 不明                   |
| 北海道       | 釧路美少女図鑑                              | 2010年（平成22年）8月 2011年（平成23年）9月？ | 年3回     | 5,000部       | 44    | 不明                   |
| 北海道       | 北見美少女図鑑                              | 2010年（平成22年）10月 不明                   | 年3回     | 6,000部       |       | 不明                   |
| 茨城県       | つくば美少女図鑑                            | 2010年（平成22年）6月 不明                    |           |               |       | 不明                   |
| 神奈川県     | 湘南美少女図鑑                              | 2009年（平成21年）9月 不明                    |           |               |       | 不明                   |
| 新潟県       | 長岡美少女図鑑                              | 2008年（平成20年）10月 不明                   | 年2回     | 20,000部      |       | 不明                   |
| 石川県       | 金沢美少女図鑑                              | 2009年（平成21年）6月 不明                    | 年2回     | 20,000部      | 64-80 | 不明                   |
| 愛知県       | 三河美少女図鑑                              | 2009年（平成21年）9月 不明                    |           |               |       | 不明                   |
| 鳥取県       | 鳥取美少女図鑑（東部版）                    | 2009年（平成22年）12月 不明                   |           | 6,000部       |       | 株式会社Peeba Creation |
| 鳥取県       | 米子美少女図鑑                              | 2010年（平成22年）4月 不明                    |           | 6,000部       | 64-80 | 株式会社Peeba Creation |
| 鹿児島県     | 奄美美少女図鑑                              | 2009年（平成21年）11月 不明                   |           |               |       | 不明                   |
| 沖縄県       | 石垣美少女図鑑                              | 不明                                          |           |               |       | 不明                   |
| 北京         | 北京美少女図鑑 （北京美少女图鉴）           | 2010年（平成22年）8月 不明                    |           |               |       | 不明                   |
| 上海         | 上海美少女図鑑 （上海少女图鉴）             | 2010年（平成22年） 不明                       |           |               |       | 不明                   |
| シンガポール | シンガポール美少女図鑑 （新加坡美少女图鉴） | 2011年（平成23年） 不明                       |           |               |       | 不明                   |
| アメリカ     | ハワイ美少女図鑑 （布哇美少女图鉴）         | 2012年（平成24年）3月 不明                    |           |               |       | 不明                   |

## 主な出身者
| 名前             | 職種等                                     | 美少女図鑑 |
| ---------------- | ------------------------------------------ | ---------- |
| 澤田雅代         | タレント                                   | 札幌       |
| 加村真美         | 女優                                       | 岩手       |
| 箭内夢菜         | モデル・女優                               | 福島       |
| 坂口風詩         | モデル・女優                               | 福島       |
| 会田凛           | アイドル（IS：SUE）                        | 福島       |
| 稲森美優         | アイドル（グラビア）                       | 横浜       |
| 田原彩香         | アナウンサー（フリー）                     | 横浜       |
| 知花瞳           | アイドル（いずれも元・向日葵プリンセス）   | 横浜       |
| 入内嶋茜         | アイドル（いずれも元・向日葵プリンセス）   | 横浜       |
| 青山心香         | アイドル（いずれも元・向日葵プリンセス）   | 横浜       |
| 小日向あおい     | アイドル（けっぱって東北）                 | 横浜       |
| 林歩楓           | アイドル（元・サンスポアイドルリポーター） | 横浜       |
| 高橋しよは       | アイドル（スロパチアイドルリポーター）     | 横浜       |
| 佐藤乃莉（NorA） | 女優                                       | 新潟       |
| 高山奈々         | 気象キャスター                             | 新潟       |
| 馬場ふみか       | 女優・モデル                               | 新潟       |
| 川﨑珠莉         | 女優                                       | 新潟       |
| 山田愛奈         | 女優・モデル                               | 新潟       |
| 栗林藍希         | 女優・モデル                               | 新潟       |
| 加藤美南         | タレント（元・NGT48）                      | 新潟       |
| HANAKA           | ファッションモデル                         | 新潟       |
| 益田珠希         | アイドル（マジカル・パンチライン）         | 新潟       |
| ドーキンズ英里奈 | タレント                                   | 岐阜       |
| 塚本明里         | モデル                                     | 岐阜       |
| 横田亜美         | モデル                                     | 名古屋     |
| 和合麻美         | モデル                                     | 名古屋     |
| 小木曽汐莉       | アイドル（SKE48）                          | 三河       |
| 海平和           | アナウンサー（KBS京都）                    | 京都       |
| 本谷紗己         | モデル                                     | 和歌山     |
| 山本舞香         | 女優・モデル                               | 鳥取       |
| 中野郁海         | アイドル（元AKB48）                        | 鳥取       |
| 桜井日奈子       | 女優・タレント                             | 岡山       |
| 佐藤祐羅         | 女優・グラビア                             | 山口       |
| 二階堂ふみ       | 女優                                       | 沖縄       |
| 黒島結菜         | 女優・モデル                               | 沖縄       |
| 岸本セシル       | モデル                                     | 沖縄       |
| 田﨑アヤカ       | モデル                                     | 沖縄       |
| ヒガリノ         | タレント                                   | 沖縄       |
| 外間みよ子       | モデル・女優                               | 沖縄       |
| 大平うみ         | 女優                                       | 別冊沖縄   |

## 美少女図鑑AWARD
アワードが毎年開催されている。
- 2019年[50]
- 2020年[51]
  - グランプリ・ヤンジャン賞・モデルプレス賞・週プレ賞：佐藤夕璃
  - 準グランプリ・CMNOW賞・トーニャハーディング賞：古波蔵心杏
  - 髪は短し恋せよ乙女（青山裕企）賞・KAI-YOU賞：村松華奈
  - ミクチャ賞：北澤聖羅
  - NEXT GENERATION賞：北林まこ
- 2021年[52]
  - グランプリ：白石花恋
  - 準グランプリ・美少女図鑑賞：山本由亜那
  - 審査員特別賞・bis賞・ヤンジャン賞・週プレ賞：祐羅
  - モデルプレス賞・KAI-YOU賞：夕月朝葉
  - ミクチャ賞：Rin
  - 髪は短し恋せよ乙女（青山裕企）賞：中野葵
  - CMNOW賞：可児愛梨
- 2022年
  - グランプリ：白石花恋[53]
- 2023年
  - グランプリ：佐々木満音[54]
- 2024年
  - グランプリ：小原あめり[55]
- 2025年
  - グランプリ：髙桑凜羽[56]